# 학송역
학송역(鶴松驛)은 함경북도 경흥군 학송로동자구에 있는 함북선의 철도역으로, 개업 당시 이름은 아오지역(阿吾地驛)이었다. 이 역에서 오봉역까지 가는 회암선이 분기한다.